# گریس اسلیک
گرِیس اسلیک (انگلیسی: Grace Slick؛ زادهٔ ۳۰ اکتبر ۱۹۳۹) آهنگ‌ساز، ترانه‌سرا و مدل سابق اهل ایالات متحده آمریکا است که بیشتر به عنوان خوانندهٔ اصلی گروه‌های راک مشهوری همچون جفرسون ایرپلین و گریت سوسایتی شناخته می‌شود.
ترانه‌های «خرگوش سفید» و «کسی برای دوست داشتن» از مشهورترین ترانه‌ها با صدای او هستند.